# Ghana op de Olympische Winterspelen 2022
Ghana nam deel aan de Olympische Winterspelen 2022 in Peking in China. Het land nam voor de tweede maal deel aan de Winterspelen.

## Deelnemers en resultaten

### Alpineskiën
Mannen
| Naam         | Onderdeel    | 1e run | 1e run | 2e run | 2e run | Totaal | Totaal |
| Naam         | Onderdeel    | Tijd   | Rang   | Tijd   | Rang   | Tijd   | Rang   |
| ------------ | ------------ | ------ | ------ | ------ | ------ | ------ | ------ |
| Carlos Mäder | Reuzenslalom | DNF    | -      | -      | -      | -      | -      |

Albanië · Amerikaans-Samoa · Amerikaanse Maagdeneilanden · Andorra · Argentinië · Armenië · Australië · Azerbeidzjan · België · Bolivia · Bosnië en Herzegovina · Brazilië · Bulgarije · Canada · Chili · China · Chinees Taipei · Colombia · Cyprus · Denemarken · Duitsland · Ecuador · Eritrea · Estland · Filipijnen · Finland · Frankrijk · Georgië · Ghana · Griekenland · Groot-Brittannië · Haïti · Hongarije · Hongkong · Ierland · IJsland · India · Iran · Israël · Italië · Jamaica · Japan · Kazachstan · Kirgizië · Kosovo · Kroatië · Letland · Libanon · Liechtenstein · Litouwen · Luxemburg · Madagaskar · Maleisië · Malta · Marokko · Mexico · Moldavië · Monaco · Mongolië · Montenegro · Nederland · Nieuw-Zeeland · Nigeria · Noord-Macedonië · Noorwegen · Oekraïne · Oezbekistan · Oost-Timor · Oostenrijk · Pakistan · Peru · Polen · Portugal · Puerto Rico · Roemenië · San Marino · Saoedi-Arabië · Servië · Slovenië · Slowakije · Spanje · Thailand · Trinidad en Tobago · Tsjechië · Turkije · Verenigde Staten · Wit-Rusland · Zuid-Korea · Zweden · Zwitserland
Russische ploeg